# Leona Zawadzka

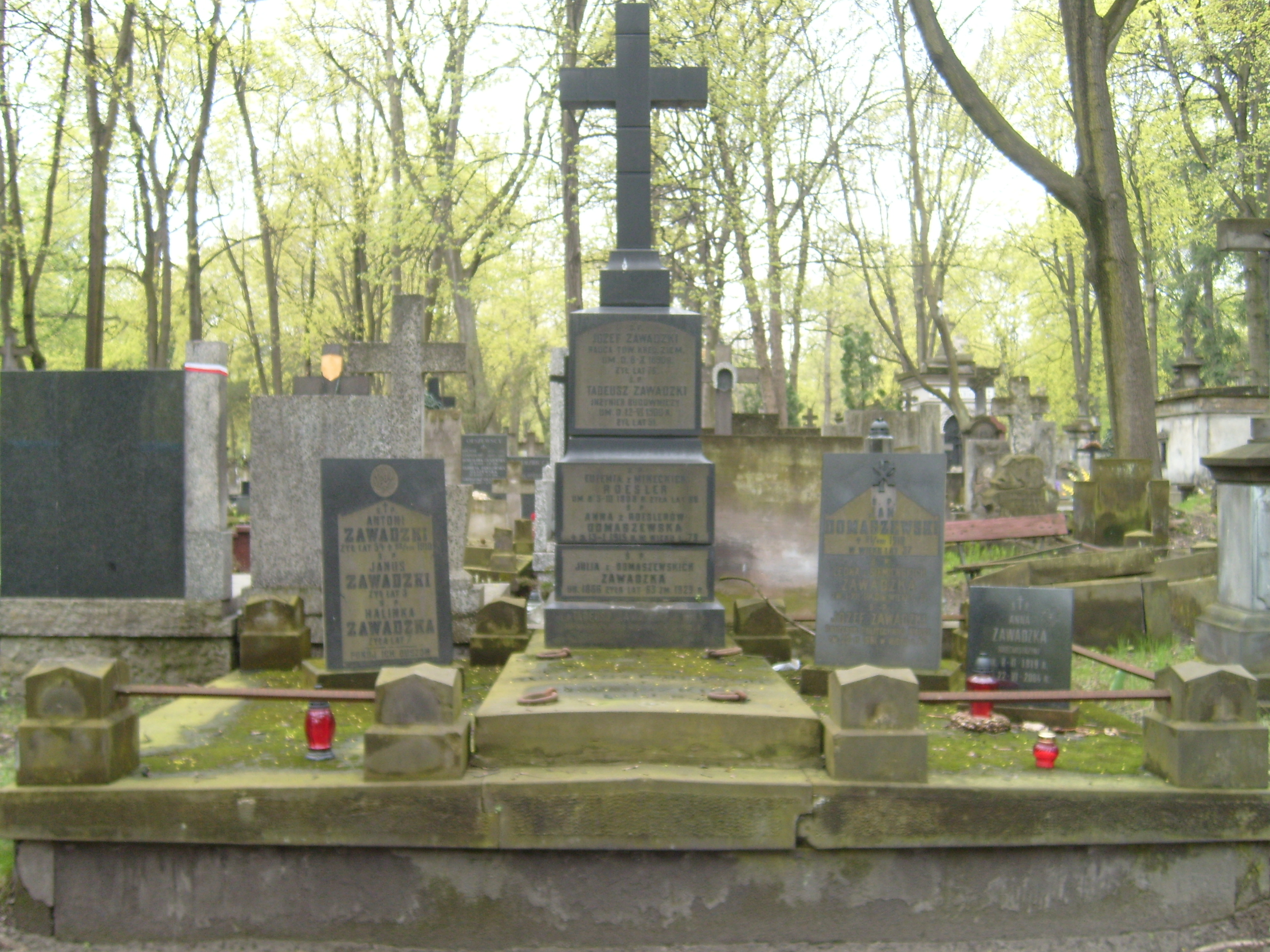
Grób Leony Zawadzkiej na cmentarzu Powązkowskim w Warszawie

Leona Zawadzka z d. Siemieńska (ur. 4 kwietnia 1885 w Skrzydlowie, zm. 1 grudnia 1940 w Warszawie) – polska działaczka oświatowa, współtwórczyni szkolnictwa polskiego przed I wojną światową i w pierwszych latach niepodległości.

## Życiorys
Była najmłodszym z sześciorga dzieci Zofii i Leona Siemieńskich. Jej ojciec brał udział w powstaniu styczniowym, zmarł dwa miesiące przed jej urodzeniem. W pierwszych latach życia mieszkała w majątku ziemskim w Skrzydlowie, potem z rodziną przeniosła się do Łodzi, by ostatecznie osiąść w Warszawie.
Jej starsi bracia, Leon i Józef, byli członkami tajnego Związku Młodzieży Polskiej „Zet”. Pod ich wpływem również Leona zasiliła szeregi tej organizacji. W wieku niespełna 20 lat była już kierownikiem koła kobiecego „Zetu” w Warszawie.
Leona Siemieńska zdobyła gruntowne wykształcenie. Była słuchaczką wykładów z literatury polskiej i historii na Uniwersytecie Jagiellońskim. Dwa razy wyjeżdżała do Anglii, poznając język i metody pracy w szkołach.
Brała czynny udział w strajku z 1905 roku. Dzięki działaniom strajkowym władze rosyjskie zgodziły się na prowadzenie polskich szkół prywatnych. Z inicjatywy Siemieńskiej w Warszawie powstało jedno z pierwszych kół Polskiej Macierzy Szkolnej o nazwie „Koło Panien”.
1 kwietnia 1906 powstała prywatna, pięcioletnia, bezpłatna, szkoła początkowa, w której Leona Siemieńska uczyła historii i geografii Polski. W kwietniu 1911 roku władze rosyjskie stwierdziły, że w szkole nie wykłada się historii i geografii w języku rosyjskim i wydały polecenie jej zamknięcia. Szkoła szybko odrodziła się pod kierownictwem Leony Siemieńskiej z inną nazwą i siedzibą.
Podczas I wojny światowej Siemieńska, nie przerywając pracy w szkole, działała w Komisji Opieki nad Młodzieżą Szkolną. Od 9 sierpnia 1915 współtworzyła Wydział Oświecenia, była członkiem sekcji kształcenia dorosłych.
5 maja 1916 poślubiła Józefa Zawadzkiego, absolwenta Uniwersytetu Jagiellońskiego i Politechniki w Karlsruhe.
W roku szkolnym 1915/16 wykładała geografię w Seminarium Nauczycielskim im. Elizy Orzeszkowej. Jednocześnie cały czas prowadziła swoją szkołę przy placu Trzech Krzyży.
W wolnej Polsce prowadziła w Ministerstwie Wyznań Religijnych i Oświecenia Publicznego dział kształcenia nauczycieli szkół powszechnych.
8 lutego 1919 urodziła się jej córka Anna (zwana Hanką), a 24 stycznia 1921 syn ochrzczony „kościuszkowskim” imieniem – Tadeusz, znany później pod pseudonimem „Zośka”.
29 kwietnia 1930 nadano jej Złoty Krzyż Zasługi „za zasługi w pracach około kształcenia nauczycieli”.
Leona Zawadzka zmarła 1 grudnia 1940. Dwa lata wcześniej doznała wylewu krwi do mózgu. Została pochowana na cmentarzu Powązkowskim w Warszawie (kwatera K-1-23,24,25)